# Morpheus
Morpheus(モーフィアス)は米StreamCast Networks社の提供するWindows用のP2Pクライアント。
日本語検索能力に難があり、日本ではあまり普及していない。

## 特徴
- Kazaa、iMesh、eDonkey、Overnet、Grokster、Gnutella、LimeWire、G2など、ほかのP2Pクライアントのユーザーに直接接続できる。（マルチネットワーク機能）
- VoIP（Voice Over Internet Protocol）機能によりオンライン上で相手と会話を楽しむことができる。
- スパイウェアの侵入を遮断する機能や、ウイルス対策機能を持つ。
- 世界中に点在するパブリックプロキシサーバに簡単に接続でき、匿名化できる。
- 不審なIPアドレスのブラックリストを取り込み、そうしたIPアドレスからのトラフィックを自動的に遮断する機能を持つ。
- その場限りのファイル交換ネットワーク「Neo Network」を作り出し、同ネットワーク上のコンピュータノードはすべて個別に機能、中央サーバやハブを介さずに、Neo Networkのコンピュータ同士が直接通信できる。
- 検索用のハッシュテーブルにDHT（分散ハッシュテーブル）を実装。

## 経緯
ストリームキャスト社のMorpheusは、かつてNapsterに続くファイル交換サービスとして、最も人気が高かったが、ソフトウェアライセンスを巡る問題が発生した後、Morpheusのユーザーは一夜にしてKazaaから追放された。その後、Morpheusはオープンソース技術に移行してMorpheusの人気は急降下し、かわってシャーマン・ネットワーク社のKazaaがダントツの人気を誇るファイル交換ソフトウェアとなった。今では、Kazaaも使用者を減らしており、Morpheusもマルチネットワークとなっている。
2000年　StreamCast社はOpenNAPから、FastTrackへとプロトコルを変更した。
2002年2月26日　FastTrackネットワークのプロトコル更新時に、Morpheusユーザーがネットワークから締め出された。
- この背景には、StreamCastとFastTrackの所有者の間にライセンス論争があったためである。

2003年3月2日　GnutellaネットワークのGnucleusのコアを使った、新しいMorpheusクライアントが発表された。
- その後、ネットワークコアはGnutella2をサポートするために、StreamCast社は彼ら自身のネットワーク（『NEOnet』）を作成して更新された。同時に、eDonkeyネットワークをサポートする為にMLDonkeyプラグインを導入した。そして、Overnetネットワークをサポートし、再びFastTrackへのアクセスを開始した。

## 概略
Morpheusは、世界で初めてDHT（分散ハッシュテーブル）を実装したクライアントで、「史上初めて、分散型のP2P技術によって完全に分散化されたアーキテクチャで、中央サーバ並みの信頼性を提供する」と、StreamCast Networksのマイケル・ワイスCEOが語っている。

## Morpheusを巡る裁判

### モーフィアス事件（モーフィアス・グロクスター事件）
2001年10月3日　Morpheus・KaZaA・GroksterをMPAA・RIAAが著作権侵害で提訴
2003年4月25日　アメリカ初の合法判決（米ロサンゼルス連邦地裁）
- 「分散型ファイル交換ツールの配布は合法であり、これらのネットワーク上で発生する著作権侵害に対し、サービス運営企業はその責任を負わない」（Stephen Wilson ロサンゼルス連邦裁判所裁判官）とする判決を下した。

2003年8月20日　控訴審へと上訴される
2004年8月19日　再度合法判決（控訴審判決）
- 「ソニーベータマックス裁判（ビデオテープレコーダーが著作権侵害のために利用可能であったとしても、その機器を販売することは著作権侵害にはならない）」の最高裁判決から、その原則がP2Pファイル交換ネットワークにも適用されるとの判断
- 「Grokster社とStreamcast社は著作権侵害に使用できるホームビデオテープレコーダーやコピー機を販売する企業と著しく違うことはない」

2004年12月 　　　アメリカ合衆国の最高裁判所は、事例を審理することに同意
2005年3月29日　口頭弁論が開始される
2005年6月27日　米国最高裁で映画・レコード会社の全面勝訴
- P2P技術のデベロッパーには、ユーザーの違法行為に対する法的責任がある。（9人の裁判官が全員一致）
- 全米レコード協会（RIAA）は、「最高裁は窃盗を推奨し、そこから利益を上げるものの責任を問う事によって、合法的なオンラインビジネスに力強い未来を与えた」と判決を賞賛した。

-この判決によりP2P企業は、ユーザーによる違法なファイル交換の責任を問われることとなった-
2006年9月27日　「Morpheus」が、ユーザーによる著作権侵害行為を助長したとの判決を下した。
- 「このソフトの提供元であるストリームキャスト・ネットワークスが、同社のネットワーク上でやり取りされる音楽と映画に著作権があるとは知らなかったなどと主張することは許されない」と述べた。（スティーブン V.ウィルソン連邦地裁判事）

### スカイプ・KaZaA訴訟
2006年3月27日　StreamCastがカリフォルニア州中部地区連邦地方裁判所へ提訴
- KazaaそしてSkype Technologiesおよびその創業者であるNiklas Zennstrom氏とJanus Friis氏などを相手取り訴訟を起こした。
- この訴訟では、IP電話サービスプロバイダーであるSkypeがStreamCastの技術を基盤としていることを、StreamCast社は主張している。
- 「われわれは、Racketeer Influenced and Corrupt Organizations Act（RICO法）違反などの疑いで訴訟を起こしており、法廷で積極的に争うつもりだ。」（James Baker主任弁護士）
- StreamCast裁判の原告にはほかにも、Joltid、Joltid Ou Blastoise、Bluemoon、LA Galiote、Indigo Investment、Brilliant Digital Entertainment、Sharman Networks、Altnetの最高経営責任者（CEO）Kevin Bermeister氏のほか、「匿名の被告人」が複数含まれている。

2006年5月22日　Skypeの親会社であるeBay社を提訴する企業21社の中に加えた
- さらにeBayが2005年10月に買収したSkypeに対し、VoIP製品の販売中止を命じるよう裁判所に求めている。

2006年5月22日　eBay以外の被告全員を独占禁止法違反でさらに提訴